# Perilissus townesi
Perilissus townesi är en stekelart som beskrevs av Burks 1952. Perilissus townesi ingår i släktet Perilissus och familjen brokparasitsteklar. Inga underarter finns listade i Catalogue of Life.